# Derby del Tyne and Wear
Il derby del Tyne and Wear (in inglese Tyne–Wear derby) è la stracittadina che oppone le squadre di calcio del Newcastle Utd e del Sunderland. Le due compagini rappresentano Newcastle upon Tyne e Sunderland, due dei maggiori centri della contea metropolitana inglese del Tyne and Wear, distanti tra loro 19 km.
Il Sunderland A.F.C. gioca le proprie gare casalinghe allo Stadium of Light, mentre il Newcastle United F.C. gioca a St James' Park. Il primo incontro tra le due squadre risale al 1883, la prima partita ufficiale tra le due formazioni al novembre 1887, in FA Cup (vittoria del Sunderland per 2-0). L'incontro più recente tra le due compagini risale al 6 gennaio 2024, in FA Cup (0-3 allo Stadium of Light).

## Storia
La rivalità tra i due club calcistici rispecchia quella tra le due città e ha radici storiche, dato che risale all'epoca della guerra civile inglese, nel corso della quale le proteste contro i vantaggi di cui godevano i realisti di Newcastle causò il passaggio di Sunderland al fronte parlamentarista.
Sunderland e Newcastle si trovarono di nuovo contrapposte durante l'insurrezione giacobita, con Newcastle a sostegno degli Hannover con il re tedesco George e Sunderland dalla parte degli Stuart scozzesi.
Prima del XX secolo la rivalità tra Sunderland e Newcastle riguardava i commerci. A Newcastle negli anni '80 del XIX secolo esisteva una contrapposizione calcistica tra Newcastle East End (poi divenuto Newcastle United) e Newcastle West End, terminata quando il West End fallì nel 1892. Nel frattempo, a Wearside, nel 1888 un gruppo di calciatori si staccarono dal Sunderland A.F.C. per fondare il Sunderland Albion, anche se quattro anni dopo si videro costretti a fondersi con il vecchio club.
Ai primi del XX secolo la rivalità tra le due squadre iniziò a emergere. Il venerdì santo del 1901, incontratesi a St James' Park, le due squadre dovettero abbandonare il terreno di gioco, invaso da 120 000 tifosi, quando la capienza dell'impianto era di appena 30 000 persone. Alla notizia della sospensione della partita si scatenò l'ira dei sostenitori, che provocò disordini e molti feriti. Nel periodo prebellico, tuttavia, sono assenti episodi di violenza tra le due squadre. Il 5 dicembre 1908 il Sunderland batté il Newcastle clamorosamente per 9-1 a St James' Park, anche se quell'anno il Newcastle vinse il titolo con 9 punti di vantaggio sui rivali locali, giunti terzi. Il risultato resta la vittoria più larga in un derby del Tyne and Wear e la vittoria più larga in assoluto del Sunderland in trasferta nonché la più pesante sconfitta del Newcastle in casa in campionato. La vittoria più larga del Newcastle nel derby con il Sunderland è invece quella per 6-1, ottenuta in casa nel 1920 e in trasferta nel 1955.
Nel 1979 il Sunderland sconfisse il Newcastle per 4-1 con tripletta di Gary Rowell (nato a Seaham, nella Contea di Durham). Il 1º gennaio 1985 Peter Beardsley, nativo di Newcastle, segnò una tripletta nella partita vinta per 3-1 dal Newcastle contro il Sunderland.

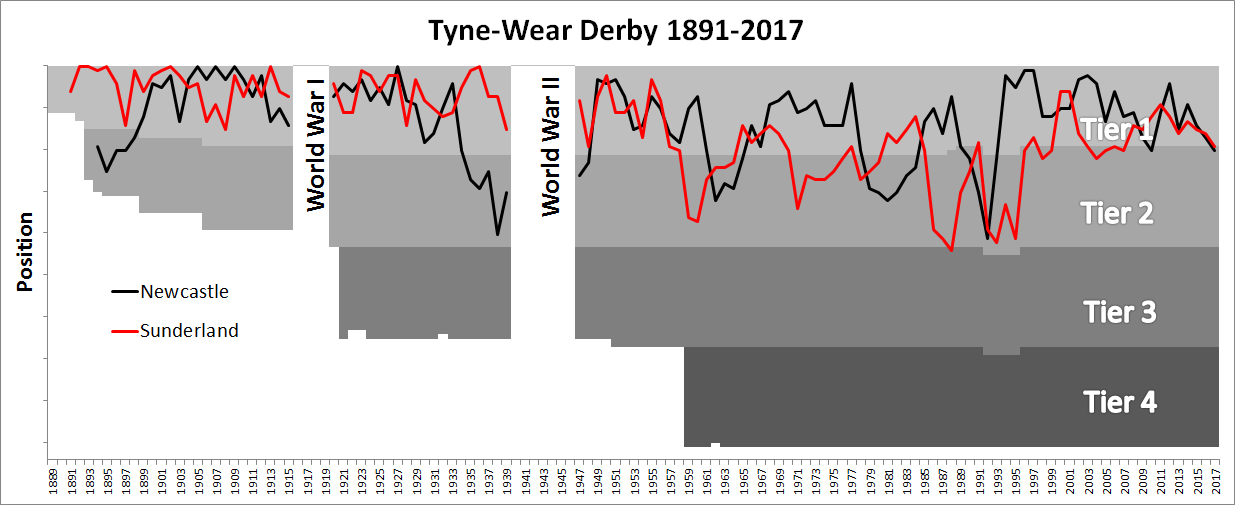
Confronto tra i piazzamenti in campionato di Newcastle e Sunderland nel periodo 1891-2017.

Nel 1990 si giocò il derby del Tyne and Wear più sentito di sempre, la semifinale dei play-off di seconda divisione, all'epoca denominata Second Division. L'andata, al Roker Park, finì senza reti, con un calcio di rigore sbagliato dal Sunderland, che si impose comunque per 2-0 nel ritorno a St James' Park. Verso la fine della gara di ritorno alcuni tifosi del Newcastle invasero il campo, nella speranza di provocare la sospensione dell'incontro. La partita, tuttavia, riprese e il Sunderland poté condurre in porto la vittoria. Il Sunderland avrebbe poi perso la finale per la promozione contro lo Swindon Town, ma ottenne la promozione in massima serie a causa dei problemi finanziari dello Swindon Town, prendendone il posto.
Nel derby del 25 agosto 1999 l'allenatore del Newcastle Ruud Gullit lasciò in panchina Alan Shearer e Duncan Ferguson, goleador della squadra, fatto che destò scalpore. Il Sunderland si affermò per 2-1 a St James' Park con reti di Kevin Phillips e Niall Quinn, causando le dimissioni di Gullit, che fu contestato dai propri tifosi. Il Sunderland si ripeté un anno dopo, andando a vincere in casa dei rivali anche grazie a un rigore parato da Thomas Sørensen ad Alan Shearer.
Il 17 aprile 2006 il Newcastle, in svantaggio per 1-0 all'intervallo, vinse per 4-1 allo Stadium of Light. Uno dei marcatori del Newcastle, Michael Chopra, passò poi al Sunderland e giocò altri 3 derby contro i bianconeri. Il 25 ottobre 2008 il Sunderland batté i rivali per 2-1 allo Stadium of Light, cogliendo la prima vittoria nel derby dopo 28 anni.
Il 31 ottobre 2010 il Newcastle sconfisse per 5-1 in casa il Sunderland, ridotto in 10 per più di un'ora di gioco: decisiva fu la tripletta di Kevin Nolan, mentre a essere espulso fu il difensore Titus Bramble, un ex del Newcastle. Nel gennaio 2011, nella sfida di ritorno, il Newcastle subì il gol del definitivo pareggio (1-1) a pochi istanti dalla fine. Nell'agosto 2011 allo Stadium of Light il Newcastle si impose per 1-0 con rete di Ryan Taylor su calcio di punizione, mentre il ritorno finì poi 1-1.
Il 14 aprile 2013 il Sunderland si impose per 3-0 contro il Newcastle a St James' Park, nella seconda partita della gestione dell'allenatore Paolo Di Canio; fu la prima vittoria in trasferta nel derby del Tyne and Wear per i "gatti neri" dopo anni. Il match fu seguito da 52 355 spettatori, di cui 2 000 sostenitori del Sunderland, tra cui Craig Gardner, giocatore del Sunderland, che era squalificato. I marcatori del Sunderland furono Stéphane Sessègnon al 27º minuto, Adam Johnson al 74º e David Vaughan all'82º. La stagione 2013-2014 vide poi il Sunderland ottenere due vittorie su due contro il Newcastle per la prima volta dal 1966-1967 e vincere tre derby di fila per la prima volta dal 1923: al 2-1 dello Stadium of Light del 27 ottobre 2013 fece seguito il successo per 0-3 a St James' Park del 1º febbraio 2014, con reti di Fabio Borini, Adam Johnson e Jack Colback. Il 21 dicembre 2014 Adam Johnson segnò al 90º minuto di gioco battendo il portiere avversario Jak Alnwick a St James' Park e dando al Sunderland la quarta vittoria consecutiva nel derby contro il Newcastle, nuovo record. Per il Sunderland fu anche la terza vittoria di fila a St James' Park. Il 5 aprile 2015 il Sunderland sconfisse ancora il Newcastle, raggiungendo quota cinque derby vinti di fila e conseguendo nel contempo due vittorie su due in stagione contro i rivali per la seconda annata di fila, con Jermain Defoe, a segno con un tiro dalla distanza prima del fischio finale del primo tempo, risultato decisivo per la vittoria. Il 25 ottobre 2015 il Sunderland vinse ancora, portando a sei i successi di fila sui rivali. Aprì le marcature un calcio di rigore di Adam Johnson, con il Newcastle che rimase in dieci a causa dell'espulsione di Fabricio Coloccini per il fallo che causò il penalty, poi le reti di Billy Jones e Steven Fletcher sigillarono la vittoria.

## Episodi di violenza
Il derby del Tyne è stato qualche volta teatro di episodi di violenza perpetrata da hooligan. Nel 1990, durante la già citata semifinale dei play-off di Second Division che il Sunderland conduceva per 2-0, alcuni tifosi del Newcastle invasero il campo nella speranza di provocare la sospensione dell'incontro. Nel 2001 la polizia eseguì 160 arresti per la partita in questione. Nel 2008, dopo la prima vittoria del Sunderland in casa contro il Newcastle dopo 28 anni, vi fu una piccola invasione di campo di tifosi del Sunderland, con lancio di petardi all'indirizzo del centrocampista del Newcastle Joey Barton, anche se l'allenatore Roy Keane sminuì la portata dell'accaduto. Il 16 gennaio 2011 le due squadre si affrontarono in Premier League allo Stadium of Light: un 17enne tifoso del Sunderland invase il campo e spinse il portiere del Newcastle Steve Harper e fu tra i 24 arrestati per i disordini causati da un gruppo di hooligan allo stadio. Gli incidenti tra le due tifoserie sono stati tutto sommato limitati. La tifosieria del Sunderland vinse il premio di tifoseria più corretta nella stagione 2010-2011, malgrado gli arresti nel giorno del derby.
Il 14 aprile 2013 alcuni tifosi del Newcastle causarono disordini per le strade di Newcastle upon Tyne dopo la sconfitta interna per 3-0 contro i rivali a St. James' Park. Un tifoso attaccò un poliziotto a cavallo, mentre 4 altri poliziotti rimasero feriti. Vi furono 29 arresti. Vi furono anche tafferugli tra tifosi alla stazione centrale di Newcastle, immortalati nella serie televisiva All Aboard: East Coast Trains nell'episodio di nome "Derby Day".

## Lista dei risultati
| Nº  | Data       | Stadio           | Competizione                        | Squadra in casa | Risultato | Squadra in trasferta | Note   |
| --- | ---------- | ---------------- | ----------------------------------- | --------------- | --------- | -------------------- | ------ |
| 1   | 17/11/1888 | Newcastle Road   | FA Cup 1888-1889                    | Sunderland      | 2 – 0     | Newcastle Utd        |        |
| 2   | 24/12/1898 | Roker Park       | First Division 1898-1899            | Sunderland      | 2 – 3     | Newcastle Utd        |        |
| 3   | 22/04/1899 | St James' Park   | First Division 1898-1899            | Newcastle Utd   | 0 – 1     | Sunderland           |        |
| 4   | 23/12/1899 | St James' Park   | First Division 1899-1900            | Newcastle Utd   | 2 – 4     | Sunderland           |        |
| 5   | 28/04/1900 | Roker Park       | First Division 1899-1900            | Sunderland      | 1 – 2     | Newcastle Utd        |        |
| 6   | 06/10/1900 | Roker Park       | First Division 1900-1901            | Sunderland      | 1 – 1     | Newcastle Utd        |        |
| 7   | 24/04/1901 | St James' Park   | First Division 1900-1901            | Newcastle Utd   | 0 – 2     | Sunderland           |        |
| 8   | 28/09/1901 | St James' Park   | First Division 1901-1902            | Newcastle Utd   | 0 – 1     | Sunderland           |        |
| 9   | 12/02/1902 | St James' Park   | FA Cup 1901-1902                    | Newcastle Utd   | 1 – 0     | Sunderland           |        |
| 10  | 31/03/1902 | Roker Park       | First Division 1901-1902            | Sunderland      | 0 – 0     | Newcastle Utd        |        |
| 11  | 27/12/1902 | Roker Park       | First Division 1902-1903            | Sunderland      | 0 – 0     | Newcastle Utd        |        |
| 12  | 25/04/1903 | St James' Park   | First Division 1902-1903            | Newcastle Utd   | 1 – 0     | Sunderland           |        |
| 13  | 26/12/1903 | St James' Park   | First Division 1903-1904            | Newcastle Utd   | 1 – 3     | Sunderland           |        |
| 14  | 01/01/1904 | Roker Park       | First Division 1903-1904            | Sunderland      | 1 – 1     | Newcastle Utd        |        |
| 15  | 24/12/1904 | Roker Park       | First Division 1904-1905            | Sunderland      | 3 – 1     | Newcastle Utd        |        |
| 16  | 22/04/1905 | St James' Park   | First Division 1904-1905            | Newcastle Utd   | 1 – 3     | Sunderland           |        |
| 17  | 02/09/1905 | Roker Park       | First Division 1905-1906            | Sunderland      | 3 – 2     | Newcastle Utd        |        |
| 18  | 30/12/1905 | St James' Park   | First Division 1905-1906            | Newcastle Utd   | 1 – 1     | Sunderland           |        |
| 19  | 01/09/1906 | St James' Park   | First Division 1906-1907            | Newcastle Utd   | 4 – 2     | Sunderland           |        |
| 20  | 20/03/1907 | Roker Park       | First Division 1906-1907            | Sunderland      | 2 – 0     | Newcastle Utd        |        |
| 21  | 21/12/1907 | Roker Park       | First Division 1907-1908            | Sunderland      | 2 – 4     | Newcastle Utd        |        |
| 22  | 18/04/1908 | St James' Park   | First Division 1907-1908            | Newcastle Utd   | 1 – 3     | Sunderland           |        |
| 23  | 05/12/1908 | St James' Park   | First Division 1908-1909            | Newcastle Utd   | 1 – 9     | Sunderland           | [ 26 ] |
| 24  | 06/03/1909 | St James' Park   | FA Cup 1908-1909                    | Newcastle Utd   | 2 – 2     | Sunderland           |        |
| 25  | 10/03/1909 | Roker Park       | FA Cup 1908-1909                    | Sunderland      | 0 – 3     | Newcastle Utd        |        |
| 26  | 10/04/1909 | Roker Park       | First Division 1908-1909            | Sunderland      | 3 – 1     | Newcastle Utd        |        |
| 27  | 18/09/1909 | Roker Park       | First Division 1909-1910            | Sunderland      | 0 – 2     | Newcastle Utd        |        |
| 28  | 13/04/1910 | St James' Park   | First Division 1909-1910            | Newcastle Utd   | 1 – 0     | Sunderland           |        |
| 29  | 01/09/1910 | Roker Park       | First Division 1910-1911            | Sunderland      | 2 – 1     | Newcastle Utd        |        |
| 30  | 19/11/1910 | St James' Park   | First Division 1910-1911            | Newcastle Utd   | 1 – 1     | Sunderland           |        |
| 31  | 14/10/1911 | Roker Park       | First Division 1911-1912            | Sunderland      | 1 – 2     | Newcastle Utd        |        |
| 32  | 17/02/1912 | St James' Park   | First Division 1911-1912            | Newcastle Utd   | 3 – 1     | Sunderland           |        |
| 33  | 07/09/1912 | St James' Park   | First Division 1912-1913            | Newcastle Utd   | 1 – 1     | Sunderland           |        |
| 34  | 28/12/1912 | Roker Park       | First Division 1912-1913            | Sunderland      | 2 – 0     | Newcastle Utd        |        |
| 35  | 08/03/1913 | Roker Park       | FA Cup 1912-1913                    | Sunderland      | 0 – 0     | Newcastle Utd        |        |
| 36  | 12/03/1913 | St James' Park   | FA Cup 1912-1913                    | Newcastle Utd   | 2 – 2     | Sunderland           |        |
| 37  | 17/03/1913 | St James' Park   | FA Cup 1912-1913                    | Newcastle Utd   | 0 – 3     | Sunderland           |        |
| 38  | 06/09/1913 | Roker Park       | First Division 1913-1914            | Sunderland      | 1 – 2     | Newcastle Utd        |        |
| 39  | 27/12/1913 | St James' Park   | First Division 1913-1914            | Newcastle Utd   | 2 – 1     | Sunderland           |        |
| 40  | 25/12/1914 | St James' Park   | First Division 1914-1915            | Newcastle Utd   | 2 – 5     | Sunderland           |        |
| 41  | 26/12/2014 | Roker Park       | First Division 1914-1915            | Sunderland      | 2 – 4     | Newcastle Utd        |        |
| 42  | 22/11/1919 | Roker Park       | First Division 1919-1920            | Sunderland      | 2 – 0     | Newcastle Utd        |        |
| 43  | 29/11/1919 | St James' Park   | First Division 1919-1920            | Newcastle Utd   | 2 – 3     | Sunderland           |        |
| 44  | 09/10/1920 | St James' Park   | First Division 1920-1921            | Newcastle Utd   | 6 – 1     | Sunderland           | [ 27 ] |
| 45  | 16/10/1920 | Roker Park       | First Division 1920-1921            | Sunderland      | 0 – 2     | Newcastle Utd        |        |
| 46  | 19/11/1921 | St James' Park   | First Division 1921-1922            | Newcastle Utd   | 2 – 2     | Sunderland           |        |
| 47  | 26/11/1921 | Roker Park       | First Division 1921-1922            | Sunderland      | 0 – 0     | Newcastle Utd        |        |
| 48  | 04/11/1924 | St James' Park   | First Division 1922-1923            | Newcastle Utd   | 2 – 1     | Sunderland           |        |
| 49  | 11/11/1922 | Roker Park       | First Division 1922-1923            | Sunderland      | 2 – 0     | Newcastle Utd        |        |
| 50  | 15/12/1923 | Roker Park       | First Division 1923-1924            | Sunderland      | 3 – 2     | Newcastle Utd        |        |
| 51  | 22/12/1923 | St James' Park   | First Division 1923-1924            | Newcastle Utd   | 0 – 2     | Sunderland           |        |
| 52  | 18/10/1924 | Roker Park       | First Division 1924-1925            | Sunderland      | 1 – 1     | Newcastle Utd        |        |
| 53  | 21/01/1925 | St James' Park   | First Division 1924-1925            | Newcastle Utd   | 2 – 0     | Sunderland           |        |
| 54  | 17/10/1925 | St James' Park   | First Division 1925-1926            | Newcastle Utd   | 0 – 0     | Sunderland           |        |
| 55  | 27/02/1926 | Roker Park       | First Division 1925-1926            | Sunderland      | 2 – 2     | Newcastle Utd        |        |
| 56  | 30/10/1926 | Roker Park       | First Division 1926-1927            | Sunderland      | 2 – 0     | Newcastle Utd        |        |
| 57  | 19/03/1927 | St James' Park   | First Division 1926-1927            | Newcastle Utd   | 1 – 0     | Sunderland           |        |
| 58  | 05/11/1927 | St James' Park   | First Division 1927-1928            | Newcastle Utd   | 3 – 1     | Sunderland           |        |
| 59  | 17/03/1928 | Roker Park       | First Division 1927-1928            | Sunderland      | 1 – 1     | Newcastle Utd        |        |
| 60  | 27/10/1928 | Roker Park       | First Division 1928-1929            | Sunderland      | 5 – 2     | Newcastle Utd        |        |
| 61  | 09/03/1929 | St James' Park   | First Division 1928-1929            | Newcastle Utd   | 4 – 3     | Sunderland           |        |
| 62  | 19/10/1929 | Roker Park       | First Division 1929-1930            | Sunderland      | 1 – 0     | Newcastle Utd        |        |
| 63  | 22/02/1930 | St James' Park   | First Division 1929-1930            | Newcastle Utd   | 3 – 0     | Sunderland           |        |
| 64  | 22/11/1930 | Roker Park       | First Division 1930-1931            | Sunderland      | 5 – 0     | Newcastle Utd        |        |
| 65  | 28/03/1931 | St James' Park   | First Division 1930-1931            | Newcastle Utd   | 2 – 0     | Sunderland           |        |
| 66  | 28/11/1931 | Roker Park       | First Division 1931-1932            | Sunderland      | 1 – 4     | Newcastle Utd        |        |
| 67  | 09/04/1932 | St James' Park   | First Division 1931-1932            | Newcastle Utd   | 1 – 2     | Sunderland           |        |
| 68  | 26/11/1932 | Roker Park       | First Division 1932-1933            | Sunderland      | 0 – 2     | Newcastle Utd        |        |
| 69  | 08/04/1933 | St James' Park   | First Division 1932-1933            | Newcastle Utd   | 0 – 1     | Sunderland           |        |
| 70  | 21/10/1933 | St James' Park   | First Division 1933-1934            | Newcastle Utd   | 2 – 1     | Sunderland           |        |
| 71  | 03/03/1934 | Roker Park       | First Division 1933-1934            | Sunderland      | 2 – 0     | Newcastle Utd        |        |
| 72  | 09/10/1948 | Roker Park       | First Division 1948-1949            | Sunderland      | 1 – 1     | Newcastle Utd        |        |
| 73  | 05/03/1949 | St James' Park   | First Division 1948-1949            | Newcastle Utd   | 2 – 1     | Sunderland           |        |
| 74  | 15/10/1949 | St James' Park   | First Division 1949-1950            | Newcastle Utd   | 2 – 2     | Sunderland           |        |
| 75  | 04/03/1950 | Roker Park       | First Division 1949-1950            | Sunderland      | 2 – 2     | Newcastle Utd        |        |
| 76  | 23/03/1951 | St James' Park   | First Division 1950-1951            | Newcastle Utd   | 2 – 2     | Sunderland           |        |
| 77  | 26/03/1951 | Roker Park       | First Division 1950-1951            | Sunderland      | 2 – 1     | Newcastle Utd        |        |
| 78  | 25/12/1951 | Roker Park       | First Division 1951-1952            | Sunderland      | 1 – 4     | Newcastle Utd        |        |
| 79  | 26/12/1951 | St James' Park   | First Division 1951-1952            | Newcastle Utd   | 2 – 2     | Sunderland           |        |
| 80  | 10/09/1952 | St James' Park   | First Division 1952-1953            | Newcastle Utd   | 2 – 2     | Sunderland           |        |
| 81  | 17/09/1952 | Roker Park       | First Division 1952-1953            | Sunderland      | 0 – 2     | Newcastle Utd        |        |
| 82  | 22/08/1953 | St James' Park   | First Division 1953-1954            | Newcastle Utd   | 2 – 1     | Sunderland           |        |
| 83  | 19/12/1953 | Roker Park       | First Division 1953-1954            | Sunderland      | 1 – 1     | Newcastle Utd        |        |
| 84  | 09/10/1954 | Roker Park       | First Division 1954-1955            | Sunderland      | 4 – 2     | Newcastle Utd        |        |
| 85  | 26/02/1955 | St James' Park   | First Division 1954-1955            | Newcastle Utd   | 1 – 2     | Sunderland           |        |
| 86  | 26/12/1955 | Roker Park       | First Division 1955-1956            | Sunderland      | 1 – 6     | Newcastle Utd        | [ 27 ] |
| 87  | 27/12/1955 | St James' Park   | First Division 1955-1956            | Newcastle Utd   | 3 – 1     | Sunderland           |        |
| 88  | 03/03/1956 | St James' Park   | FA Cup 1955-1956                    | Newcastle Utd   | 0 – 2     | Sunderland           |        |
| 89  | 25/08/1956 | Roker Park       | First Division 1956-1957            | Sunderland      | 1 – 2     | Newcastle Utd        |        |
| 90  | 22/12/1956 | St James' Park   | First Division 1956-1957            | Newcastle Utd   | 6 – 2     | Sunderland           |        |
| 91  | 21/09/1957 | Roker Park       | First Division 1957-1958            | Sunderland      | 2 – 0     | Newcastle Utd        |        |
| 92  | 01/02/1958 | St James' Park   | First Division 1957-1958            | Newcastle Utd   | 2 – 2     | Sunderland           |        |
| 93  | 02/12/1961 | St James' Park   | Second Division 1961-1962           | Newcastle Utd   | 2 – 2     | Sunderland           |        |
| 94  | 21/04/1962 | Roker Park       | Second Division 1961-1962           | Sunderland      | 3 – 0     | Newcastle Utd        |        |
| 95  | 13/10/1962 | St James' Park   | Second Division 1962-1963           | Newcastle Utd   | 1 – 1     | Sunderland           |        |
| 96  | 02/03/1963 | Roker Park       | Second Division 1962-1963           | Sunderland      | 0 – 0     | Newcastle Utd        |        |
| 97  | 09/10/1963 | Roker Park       | Second Division 1963-1964           | Sunderland      | 2 – 1     | Newcastle Utd        |        |
| 98  | 14/03/1964 | St James' Park   | Second Division 1963-1964           | Newcastle Utd   | 1 – 0     | Sunderland           |        |
| 99  | 03/01/1966 | Roker Park       | First Division 1965-1966            | Sunderland      | 2 – 0     | Newcastle Utd        |        |
| 100 | 05/03/1966 | St James' Park   | First Division 1965-1966            | Newcastle Utd   | 2 – 0     | Sunderland           |        |
| 101 | 29/10/1966 | St James' Park   | First Division 1966-1967            | Newcastle Utd   | 0 – 3     | Sunderland           |        |
| 102 | 04/03/1967 | Roker Park       | First Division 1966-1967            | Sunderland      | 3 – 0     | Newcastle Utd        |        |
| 103 | 26/12/1967 | St James' Park   | First Division 1967-1968            | Newcastle Utd   | 2 – 1     | Sunderland           |        |
| 104 | 30/12/1967 | Roker Park       | First Division 1967-1968            | Sunderland      | 3 – 3     | Newcastle Utd        |        |
| 105 | 31/08/1968 | Roker Park       | First Division 1968-1969            | Sunderland      | 1 – 1     | Newcastle Utd        |        |
| 106 | 22/03/1969 | St James' Park   | First Division 1968-1969            | Newcastle Utd   | 1 – 1     | Sunderland           |        |
| 107 | 08/11/1969 | St James' Park   | First Division 1969-1970            | Newcastle Utd   | 3 – 0     | Sunderland           |        |
| 108 | 27/03/1970 | Roker Park       | First Division 1969-1970            | Sunderland      | 1 – 1     | Newcastle Utd        |        |
| 109 | 03/08/1974 | Roker Park       | Texaco Cup 1974-1975                | Sunderland      | 2 – 1     | Newcastle Utd        |        |
| 110 | 06/08/1975 | St James' Park   | Coppa anglo-scozzese 1975-1976      | Newcastle Utd   | 0 – 2     | Sunderland           |        |
| 111 | 27/12/1976 | St James' Park   | First Division 1976-1977            | Newcastle Utd   | 2 – 0     | Sunderland           |        |
| 112 | 08/04/1977 | Roker Park       | First Division 1976-1977            | Sunderland      | 2 – 2     | Newcastle Utd        |        |
| 113 | 14/10/1978 | Roker Park       | Second Division 1978-1979           | Sunderland      | 1 – 1     | Newcastle Utd        |        |
| 114 | 24/02/1979 | St James' Park   | Second Division 1978-1979           | Newcastle Utd   | 1 – 4     | Sunderland           |        |
| 115 | 29/08/1979 | Roker Park       | League Cup 1979-1980                | Sunderland      | 2 – 2     | Newcastle Utd        |        |
| 116 | 05/09/1979 | St James' Park   | League Cup 1979-1980                | Newcastle Utd   | 2 – 2     | Sunderland           |        |
| 117 | 01/01/1980 | St James' Park   | Second Division 1979-1980           | Newcastle Utd   | 3 – 1     | Sunderland           |        |
| 118 | 05/04/1980 | Roker Park       | Second Division 1979-1980           | Sunderland      | 1 – 0     | Newcastle Utd        |        |
| 119 | 01/01/1985 | St James' Park   | First Division 1984-1985            | Newcastle Utd   | 3 – 1     | Sunderland           |        |
| 120 | 08/04/1985 | Roker Park       | First Division 1984-1985            | Sunderland      | 0 – 0     | Newcastle Utd        |        |
| 121 | 24/09/1989 | Roker Park       | Second Division 1989-1990           | Sunderland      | 0 – 0     | Newcastle Utd        |        |
| 122 | 04/02/1990 | St James' Park   | Second Division 1989-1990           | Newcastle Utd   | 1 – 1     | Sunderland           |        |
| 123 | 13/05/1990 | Roker Park       | Second Division 1989-1990 Play-offs | Sunderland      | 0 – 0     | Newcastle Utd        |        |
| 124 | 16/05/1990 | St James' Park   | Second Division 1989-1990 Play-offs | Newcastle Utd   | 2 – 0     | Sunderland           |        |
| 125 | 17/11/1991 | Roker Park       | Second Division 1991-1992           | Sunderland      | 1 – 1     | Newcastle Utd        |        |
| 126 | 29/03/1992 | St James' Park   | Second Division 1991-1992           | Newcastle Utd   | 1 – 0     | Sunderland           |        |
| 127 | 18/10/1992 | Roker Park       | First Division 1992-1993            | Sunderland      | 1 – 2     | Newcastle Utd        |        |
| 128 | 25/04/1993 | St James' Park   | First Division 1992-1993            | Newcastle Utd   | 1 – 0     | Sunderland           |        |
| 129 | 04/09/1996 | Roker Park       | Premier League 1996-1997            | Sunderland      | 1 – 2     | Newcastle Utd        |        |
| 130 | 05/04/1997 | St James' Park   | Premier League 1996-1997            | Newcastle Utd   | 1 – 1     | Sunderland           |        |
| 131 | 25/08/1999 | St James' Park   | Premier League 1999-2000            | Newcastle Utd   | 1 – 2     | Sunderland           |        |
| 132 | 05/02/2000 | Stadium of Light | Premier League 1999-2000            | Sunderland      | 2 – 2     | Newcastle Utd        |        |
| 133 | 18/11/2000 | St James' Park   | Premier League 2000-2001            | Newcastle Utd   | 1 – 2     | Sunderland           |        |
| 134 | 21/04/2001 | Stadium of Light | Premier League 2000-2001            | Sunderland      | 1 – 1     | Newcastle Utd        |        |
| 135 | 26/08/2001 | St James' Park   | Premier League 2001-2002            | Newcastle Utd   | 1 – 1     | Sunderland           |        |
| 136 | 24/02/2002 | Stadium of Light | Premier League 2001-2002            | Sunderland      | 0 – 1     | Newcastle Utd        |        |
| 137 | 21/09/2002 | St James' Park   | Premier League 2002-2003            | Newcastle Utd   | 2 – 0     | Sunderland           |        |
| 138 | 26/04/2003 | Stadium of Light | Premier League 2002-2003            | Sunderland      | 0 – 1     | Newcastle Utd        |        |
| 139 | 23/10/2005 | St James' Park   | Premier League 2005-2006            | Newcastle Utd   | 3 – 2     | Sunderland           |        |
| 140 | 17/04/2006 | Stadium of Light | Premier League 2005-2006            | Sunderland      | 1 – 4     | Newcastle Utd        |        |
| 141 | 10/11/2007 | Stadium of Light | Premier League 2007-2008            | Sunderland      | 1 – 1     | Newcastle Utd        |        |
| 142 | 20/04/2008 | St James' Park   | Premier League 2007-2008            | Newcastle Utd   | 2 – 0     | Sunderland           |        |
| 143 | 25/10/2008 | Stadium of Light | Premier League 2008-2009            | Sunderland      | 2 – 1     | Newcastle Utd        |        |
| 144 | 01/02/2009 | St James' Park   | Premier League 2008-2009            | Newcastle Utd   | 1 – 1     | Sunderland           |        |
| 145 | 31/10/2010 | St James' Park   | Premier League 2010-2011            | Newcastle Utd   | 5 – 1     | Sunderland           |        |
| 146 | 16/01/2011 | Stadium of Light | Premier League 2010-2011            | Sunderland      | 1 – 1     | Newcastle Utd        |        |
| 147 | 20/08/2011 | Stadium of Light | Premier League 2011-2012            | Sunderland      | 0 – 1     | Newcastle Utd        |        |
| 148 | 04/03/2012 | St James' Park   | Premier League 2011-2012            | Newcastle Utd   | 1 – 1     | Sunderland           |        |
| 149 | 21/10/2012 | Stadium of Light | Premier League 2012-2013            | Sunderland      | 1 – 1     | Newcastle Utd        |        |
| 150 | 14/04/2013 | St James' Park   | Premier League 2012-2013            | Newcastle Utd   | 0 – 3     | Sunderland           |        |
| 151 | 27/10/2013 | Stadium of Light | Premier League 2013-2014            | Sunderland      | 3 – 1     | Newcastle Utd        |        |
| 152 | 01/02/2014 | St James' Park   | Premier League 2013-2014            | Newcastle Utd   | 0 – 3     | Sunderland           |        |
| 153 | 21/12/2014 | St James' Park   | Premier League 2014-2015            | Newcastle Utd   | 0 – 1     | Sunderland           |        |
| 154 | 05/04/2015 | Stadium of Light | Premier League 2014-2015            | Sunderland      | 1 – 0     | Newcastle Utd        |        |
| 155 | 25/10/2015 | Stadium of Light | Premier League 2015-2016            | Sunderland      | 3 – 0     | Newcastle Utd        |        |
| 156 | 20/03/2016 | St James' Park   | Premier League 2015-2016            | Newcastle Utd   | 1 – 1     | Sunderland           |        |
| 157 | 06/01/2024 | Stadium of Light | FA Cup 2023-2024                    | Sunderland      | 0 – 3     | Newcastle Utd        |        |
| 158 | 13/12/2025 | Stadium of Light | Premier League 2025-2026            | Sunderland      |           | Newcastle Utd        |        |
| 159 | 21/03/2026 | St James' Park   | Premier League 2025-2026            | Newcastle Utd   |           | Sunderland           |        |

## Statistiche
Aggiornate all'ultima partita disputata, il 6 gennaio 2024.
| Competizione | Totale | Vittorie del Newcastle Utd | Pareggi | Vittorie del Sunderland | Reti del Newcastle Utd | Reti del Sunderland |
| ------------ | ------ | -------------------------- | ------- | ----------------------- | ---------------------- | ------------------- |
| Campionato   | 142    | 51                         | 44      | 47                      | 211                    | 211                 |
| FA Cup       | 9      | 3                          | 3       | 3                       | 11                     | 11                  |
| League Cup   | 2      | 0                          | 2       | 0                       | 4                      | 4                   |
| Play-off     | 2      | 0                          | 1       | 1                       | 0                      | 2                   |
| Texaco Cup   | 2      | 0                          | 0       | 2                       | 1                      | 4                   |
| Totale       | 157    | 54                         | 50      | 53                      | 227                    | 232                 |

## Primati

### Vittorie doppie nel derby
Il Newcastle ha in nove occasioni vinto il derby entrambe le volte in stagione (più recentemente nel 2005-2006), mentre il Sunderland ci è riuscito sette volte (più recentemente nel 2014-2015).

#### Vittorie doppie del Newcastle
| Stagione | Casa | Trasferta |
| -------- | ---- | --------- |
| 1909-10  | 1-0  | 2-0       |
| 1911-12  | 3-1  | 2-1       |
| 1913-14  | 2-1  | 2-1       |
| 1920-21  | 6-1  | 2-0       |
| 1955-56  | 3-1  | 6-1       |
| 1956-57  | 6-2  | 2-1       |
| 1992-93  | 1-0  | 2-1       |
| 2002-03  | 2-0  | 1-0       |
| 2005-06  | 3-2  | 4-1       |

#### Vittorie doppie del Sunderland
| Stagione | Casa | Trasferta |
| -------- | ---- | --------- |
| 1904-05  | 3-1  | 3-1       |
| 1919-20  | 2-0  | 3-2       |
| 1923-24  | 3-2  | 2-0       |
| 1954-55  | 4-2  | 2-1       |
| 1966-67  | 3-0  | 3-0       |
| 2013-14  | 2-1  | 3-0       |
| 2014-15  | 1-0  | 1-0       |

### Vittorie più larghe
Sunderland
9-1: (T) 5 dicembre 1908
Newcastle
6-1 (C): 9 ottobre 1920, (T) 26 dicembre 1955

### Record di vittorie consecutive
Sunderland
7 vittorie:
14 aprile 2013 - gennaio 2019
Newcastle
5 vittorie:
24 febbraio 2002 - 17 aprile 2006

### Record di pareggi consecutivi
4 pareggi:
8 aprile 1985 - 13 maggio 1990

### Record di presenze nel derby
| Squadra    | Giocatore      | Campionato | Coppa | Totale |
| ---------- | -------------- | ---------- | ----- | ------ |
| Sunderland | George Holley  | 17         | 5     | 22     |
| Newcastle  | Jimmy Lawrence | 22         | 5     | 27     |

### Record di reti nel derby
| Squadra    | Giocatore      | Campionato | Coppa | Totale |
| ---------- | -------------- | ---------- | ----- | ------ |
| Sunderland | George Holley  | 13         | 2     | 15     |
| Newcastle  | Jackie Milburn | 9          | 2     | 11     |

### Affluenza di pubblico

#### Affluenza più alta
| Luogo      | Affluenza | Risultato                       | Data |
| ---------- | --------- | ------------------------------- | ---- |
| Sunderland | 68 004    | Sunderland 2-2 Newcastle United | 1950 |
| Newcastle  | 75 000    | Newcastle United P-P Sunderland | 1901 |

#### Affluenza più bassa
| Luogo      | Affluenza | Risultato                         | Data |
| ---------- | --------- | --------------------------------- | ---- |
| Sunderland | 25 400    | Sunderland 2-0 Newcastle East End | 1888 |
| Newcastle  | 17 494    | Newcastle United 1-3 Sunderland   | 1893 |

## Giocatori che hanno militato in ambo i club
- Patrick van Aanholt
- William Agnew
- Stan Anderson
- John Auld
- Henry Bedford
- Paul Bracewell
- Titus Bramble
- Michael Bridges
- Ivor Broadis
- Alan Brown
- Steven Caldwell
- John Campbell
- Michael Chopra
- Lee Clark
- Jeff Clarke
- Jack Colback
- Andy Cole
- Joseph Devine
- John Dowsey
- David Elliott
- Robbie Elliott
- Ray Ellison
- Alan Foggon
- Howard Gayle
- Tommy Gibb
- Shay Given
- Thomas Grey
- Ron Guthrie
- Thomas Hall
- Steve Hardwick
- Mick Harford
- Steve Harper
- John Harvie
- David Kelly
- Alan Kennedy
- Ki Sung-yueng
- Kazenga LuaLua
- James Logan
- Javier Manquillo
- Andy McCombie
- Albert McInroy
- Robert McKay
- Lionel Perez
- Bobby Moncur
- Daryl Murphy
- James Raine
- Raymond Robinson
- Robert Robinson
- Pop Robson
- Thomas Sowerby Rowlandson
- Louis Saha
- Matthew Scott
- Len Shackleton
- Danny Simpson
- John Smith
- John Spence
- Colin Suggett
- Ernie Taylor
- Robert W. Thomson
- Tommy Unwin
- Barry Venison
- Chris Waddle
- Nigel Walker
- Billy Whitehurst
- David Lalty Willis
- DeAndre Yedlin
- David Young